# Här igen
"Här igen" är en svensk popsång skriven av Bengt Palmers. Den spelades in av Liza Öhman och togs med på hennes första och enda studioalbum som soloartist, Liza Öhman.
"Här igen" producerades och arrangerades av Palmers. Den spelades in i EMI:s studio med Anders Henriksson på piano och orgel, Caj Högberg på bas, Peter Milefors på trummor, Palmers på elpiano och tamburin, Janne Schaffer på gitarr och Öhman på sång.
Låten tog sig in på Svensktoppen. Där stannade den nio veckor mellan 23 november 1980 och 1 februari 1981 och nådde en sjätteplats som bästa placering.

## Medverkande
- Anders Henriksson – piano, orgel
- Caj Högberg – bas
- Peter Milefors – trummor
- Bengt Palmers – elpiano, tamburin
- Janne Schaffer – elgitarr
- Liza Öhman – sång